# Municipio de Frederiksberg

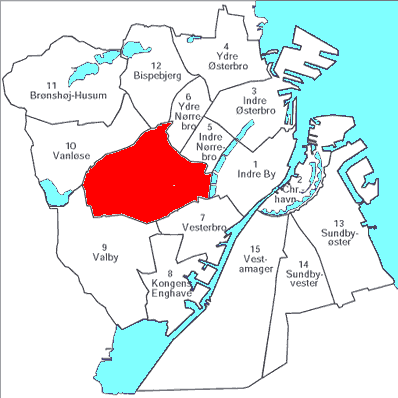
Mapa de localización en Copenhague

Frederiksberg Kommune es un municipio ( danés, kommune ) de la isla de Selandia ( Sjælland ) en Dinamarca. Parte de la Región Capital de Dinamarca y de la ciudad de Copenhague, está rodeada por el Municipio de Copenhague. El municipio, que coincide con su sede, tiene una superficie total de 8,71 km² (871 hectáreas), según las Cifras Clave Municipales, y una población de 104 899 habitantes (1 de enero de 2024), lo que lo convierte en el municipio más pequeño de Dinamarca en cuanto a superficie, el séptimo más poblado y el más densamente poblado. Su alcalde es Michael Vindfeldt, del Partido Socialdemócrata, en funciones desde el 1 de enero de 2022.
La ciudad de Frederiksberg es la única localidad del municipio y, por tanto, es la sede de su consejo municipal.
Frederiksberg está situado como un enclave dentro del municipio de Copenhague, la capital nacional. El municipio estaba originalmente situado al oeste de Copenhague, pero después de que varios municipios más pequeños se fusionaran con Copenhague en 1901, quedó rodeado por Copenhague.
Frederiksberg fue uno de los tres últimos municipios daneses que no pertenecían a un condado (los otros eran Copenhague y Bornholm). El 1 de enero de 2007, el municipio perdió sus privilegios de condado y pasó a formar parte de la Región Hovedstaden (es decir, la Región de la Capital de Copenhague ).
El municipio de Frederiksberg no se fusionó con otros municipios como resultado de la Kommunalreformen ("La reforma municipal" de todo el país de 2007) .

## Política

### Consejo municipal
A partir de 2022, el consejo municipal de Frederiksberg estará compuesto por 29 miembros, elegidos cada cuatro años.
A continuación, figuran los consejos municipales elegidos desde la Reforma Municipal de 2007.
| Elección                                    | Fiesta | Fiesta | Fiesta | Fiesta | Fiesta | Fiesta | Fiesta | Fiesta                   | Fiesta | Escaños | Participación | Alcalde electo       |
| ------------------------------------------- | ------ | ------ | ------ | ------ | ------ | ------ | ------ | ------------------------ | ------ | ------- | ------------- | -------------------- |
| Elección                                    | A      | B      | C      | F      | I      | O      | V      | Ø                        | Å      | Escaños | Participación | Alcalde electo       |
| 2005                                        | 5      | 2      | 13     | 2      |        |        | 1      | 2                        |        | 25      | 64,7%         | Mads Lebech (centro) |
| 2009                                        | 6      | 1      | 12     | 4      | 1      | 1      | 64,2%  | Jørgen Glenthøj (centro) |        | 25      |               |                      |
| 2013                                        | 4      | 2      | 10     | 2      | 1      | 1      | 2      | Jørgen Glenthøj (centro) | 3      | 25      | 70,3%         |                      |
| 2017                                        | 4      | 3      | 11     | 1      | 1      |        | 1      | Jørgen Glenthøj (centro) | 3      | 25      | 1             | 71,2%                |
| Datos de Kmdvalg.dk 2005, 2009, 2013 y 2017 |        |        |        |        |        |        |        |                          |        |         |               |                      |

### Alcaldes
| Inicio | Final | Título/Educación                  | Nombre              | Partido                                 |
| ------ | ----- | --------------------------------- | ------------------- | --------------------------------------- |
| 1842   | 1843  | Consejero de Estado               | Povel Povelsen      | Sociedad de Amigos de los Campesinos    |
| 1847   | 1851  | Asesor                            | Harald Raasløff     |                                         |
| 1858   | 1861  | Terrateniente                     | Ernst Emil Rosenørn | Højre (1848-1866)                       |
| 1861   | 1862  | Fiscal General                    | N.F. Jespersen      | Fallecido en el cargo                   |
| 1862   | 1872  | Consejo de Estado                 | R.C. Stæger         |                                         |
| 1872   | 1891  | Justicia                          | N.F. Schlegel       | Højre (1881). Fallecido en el cargo     |
| 1891   | 1896  | Abogado (Tribunal Supremo)        | Frederik Asmussen   | Højre                                   |
| 1896   | 1908  | Dr.med.                           | E.M. Jacoby         |                                         |
| 1908   | 1909  | Fiscal General                    | Niels Petersen      | Partido Social Liberal Danés            |
| 1909   | 1936  | Abogado General                   | Marius Godskesen    | Højre; desde 1915: Conservadores        |
| 1936   | 1948  | Director general                  | Vilhelm Fischer     | Partido Popular Conservador (Dinamarca) |
| 1948   | 1950  | Asesor de estadísticas            | Aksel Møller        | Partido Popular Conservador (Dinamarca) |
| 1950   | 1954  | Jefe de bomberos                  | Arne Stæhr Johansen | Partido Popular Conservador (Dinamarca) |
| 1954   | 1958  |                                   | Aksel Møller        | Fallecido en el cargo                   |
| 1958   | 1978  |                                   | Arne Stæhr Johansen |                                         |
| 1978   | 2001  | Vicepresidente Ejecutivo          | John Winter         | Partido Popular Conservador (Dinamarca) |
| 2001   | 2009  | Director Jurídico                 | Mads Lebech         | Partido Popular Conservador (Dinamarca) |
| 2009   | 2019  | Jefe de productoSeniorproduktchef | Jørgen Glenthøj     | Partido Popular Conservador (Dinamarca) |
| 2019   | 2021  | Abogado                           | Simon Aggesen       | Partido Popular Conservador (Dinamarca) |
| 2022   |       | Abogado                           | Michael Vindfeldt   | Socialdemócratas                        |

## Principales lugares de interés
- Campus de Frederiksberg (Universidad de Copenhague)
- Jardines de Frederiksberg
- Hospital de Frederiksberg
- Palacio de Frederiksberg
- Ayuntamiento de Frederiksberg
- Escuela de Negocios de Copenhague
- Zoo de Copenhague
- Real Academia Militar Danesa
- Iglesia de los Sordos
- Edificios catalogados en el municipio de Frederiksberg

## Ciudades gemelas – ciudades hermanas
Frederiksberg está hermanada con:
- Bærum, Noruega
- Hafnarfjörður, Islandia
- Hämeenlinna, Finlandia
- Qeqertarsuatsiaat, Groenlandia
- Tartu, Estonia
- Tórshavn, Islas Faroe
- Uppsala, Suecia

## Residentes notables
- Claes Bang, actor ( Taxa, Drácula )[3]

## Galería

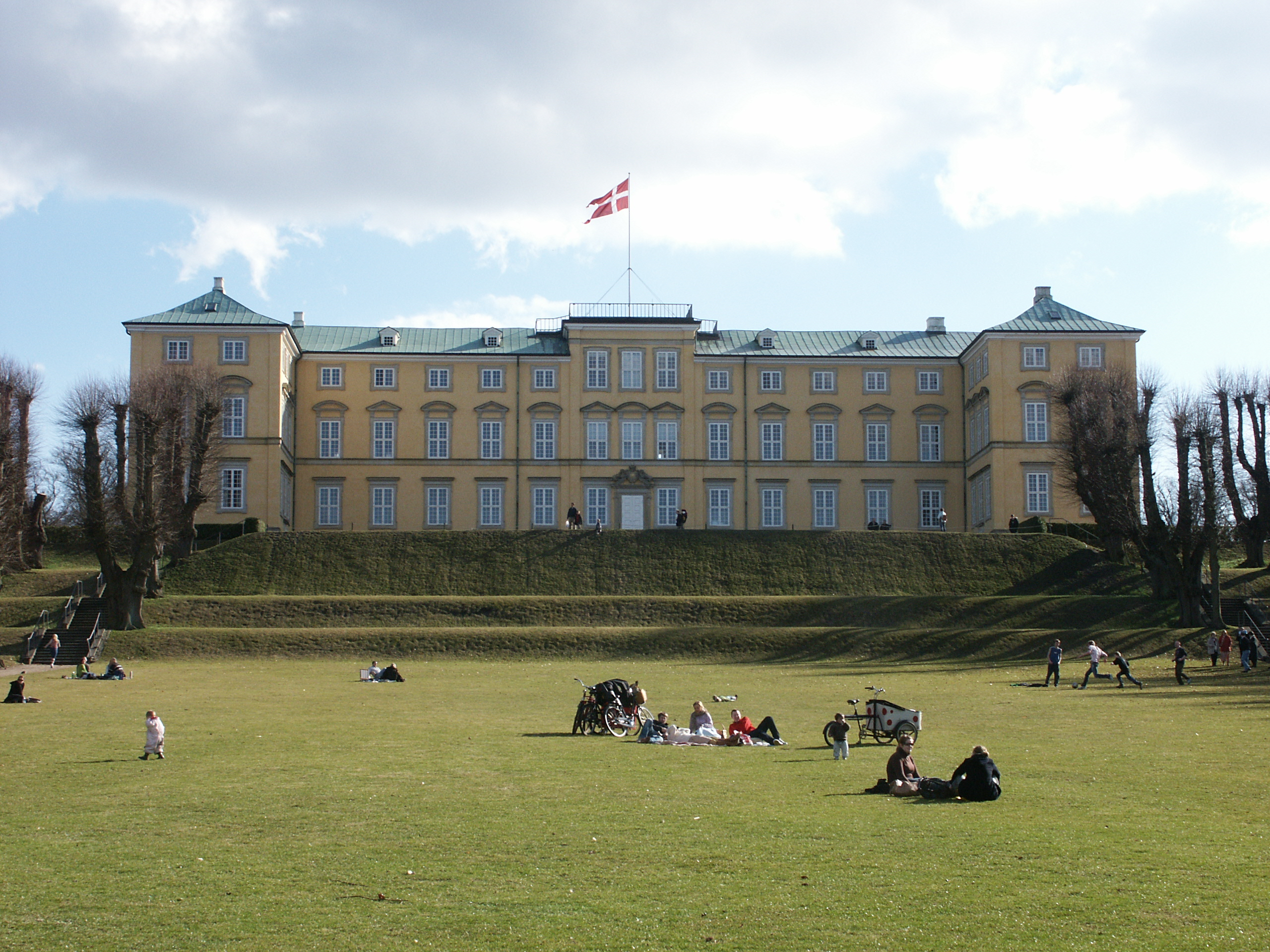
Palacio de Frederiksberg
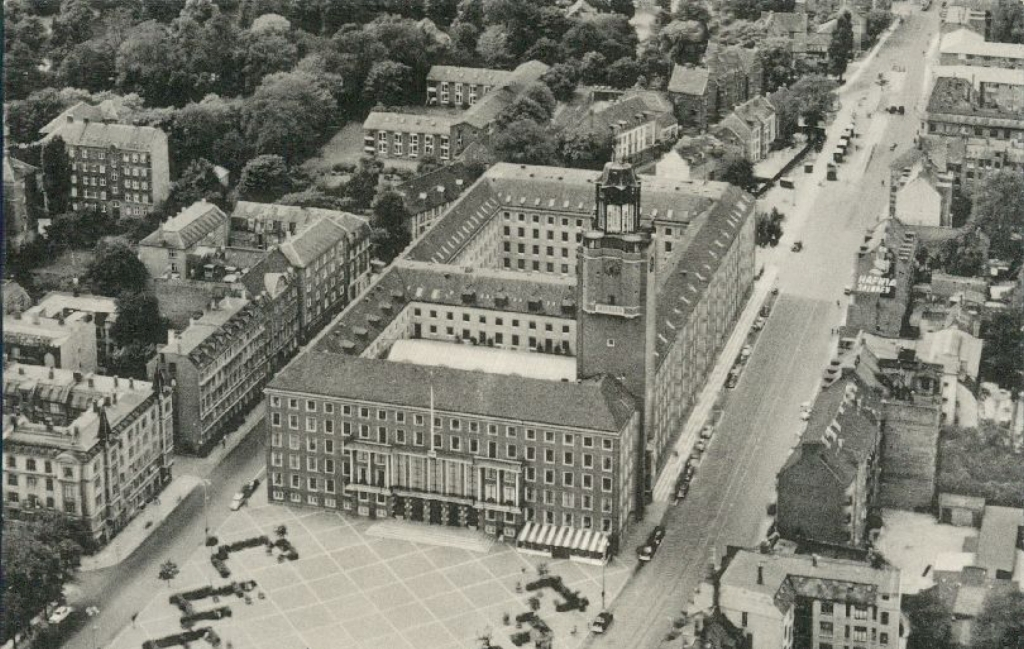
Ayuntamiento de Frederiksberg
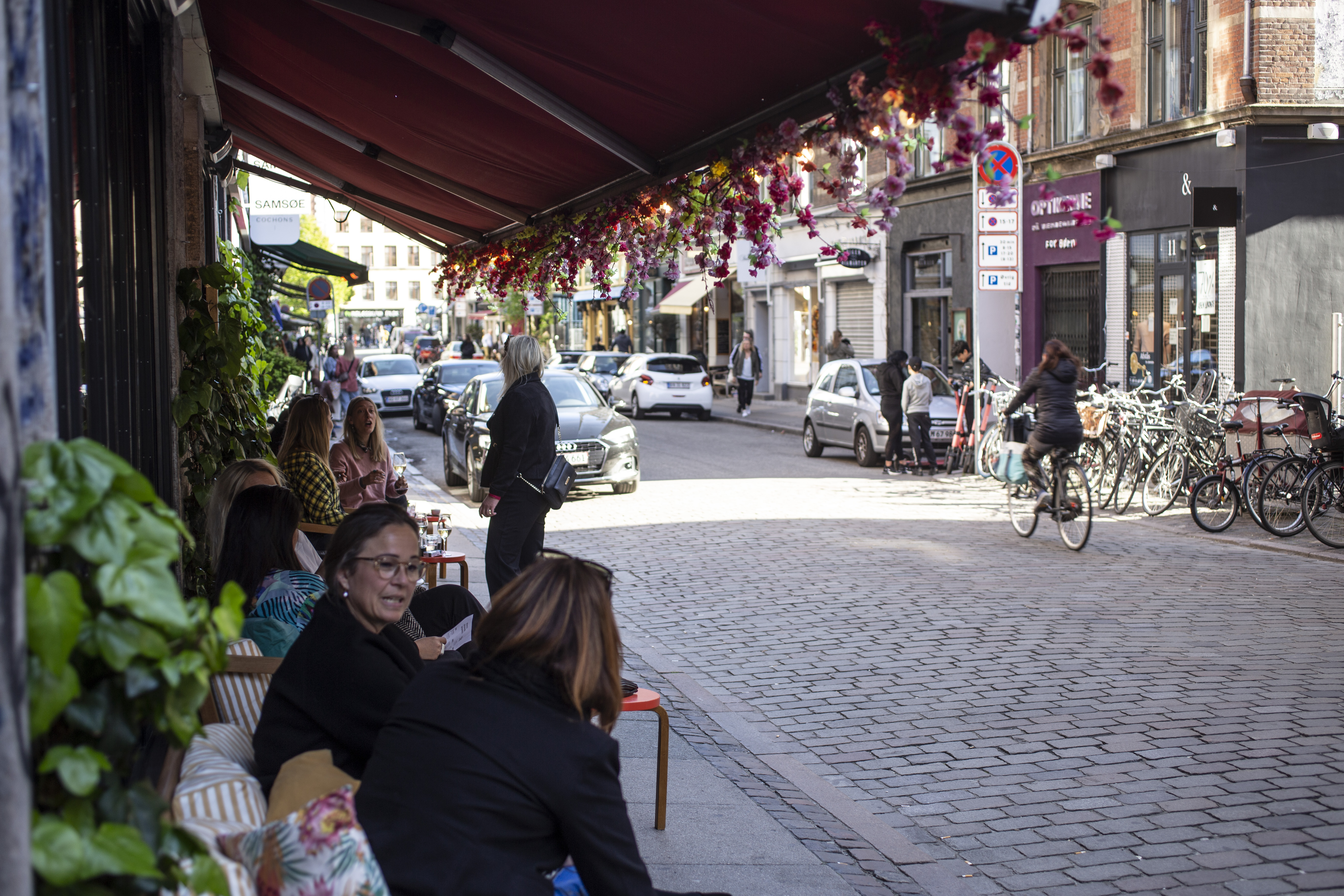
Una cafetería en Værnedamsvej
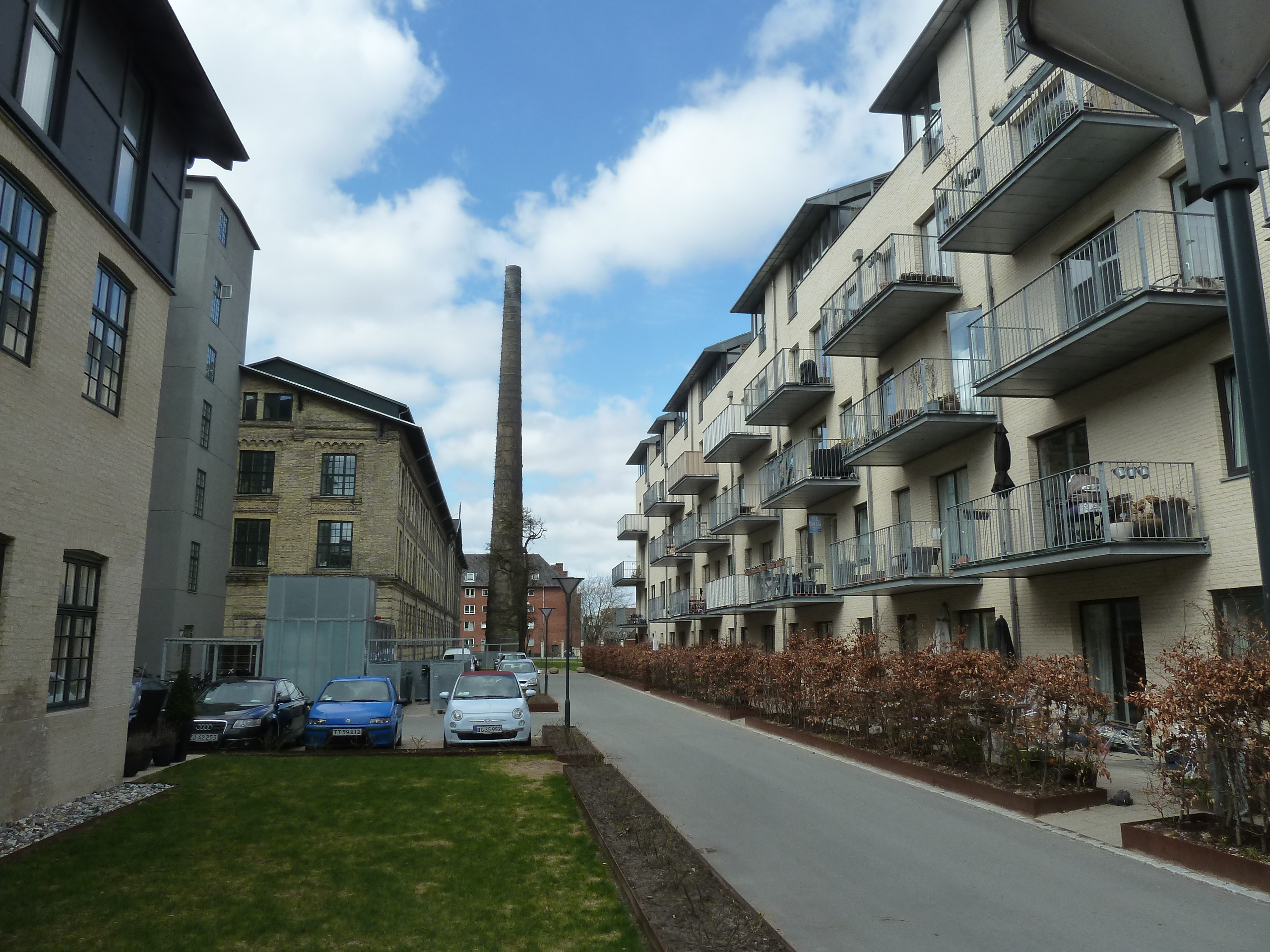
Los terrenos de la antigua fábrica de porcelana albergan ahora unidades residenciales.
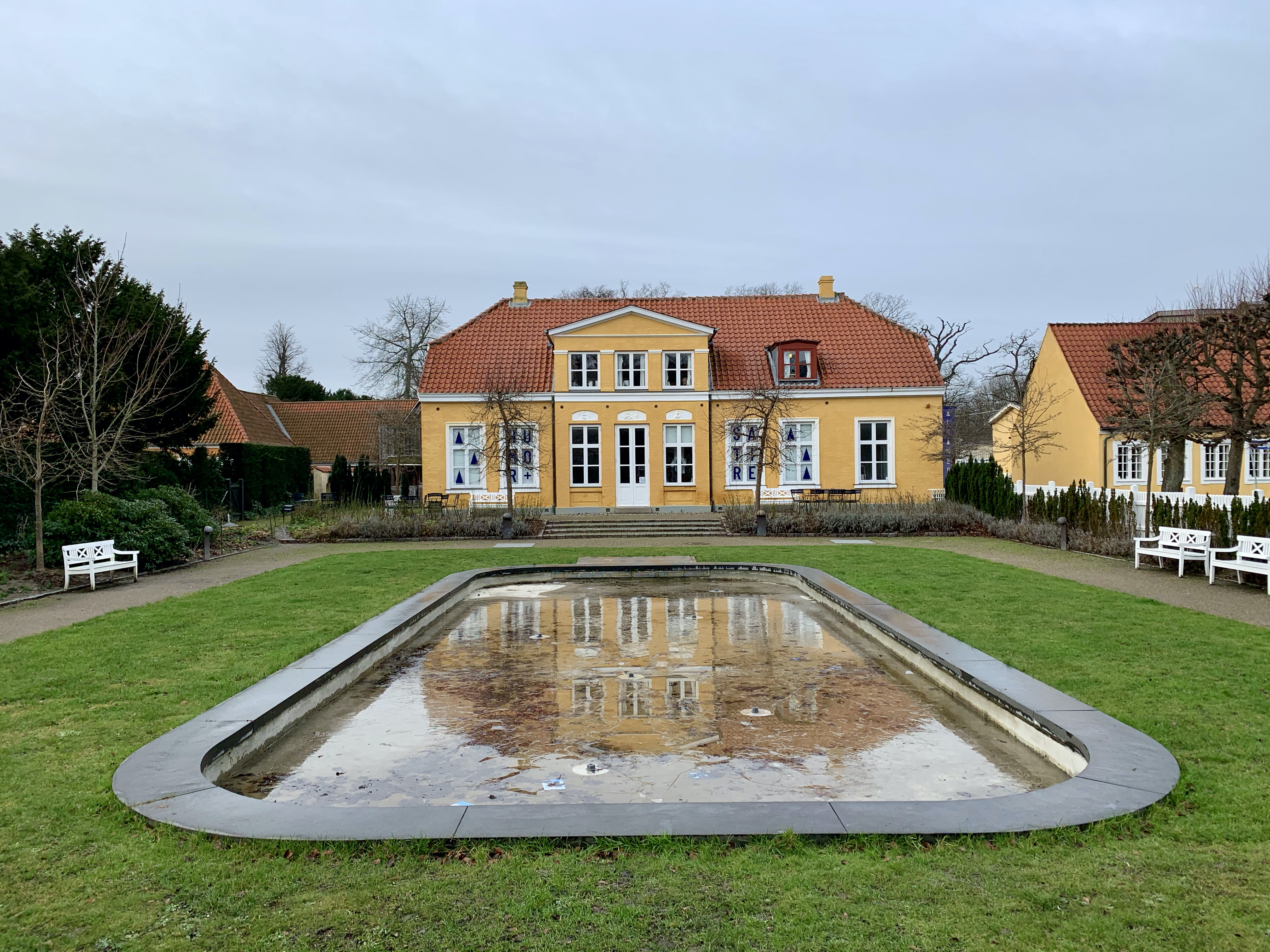
El museo de la Alhambra